# Oostende

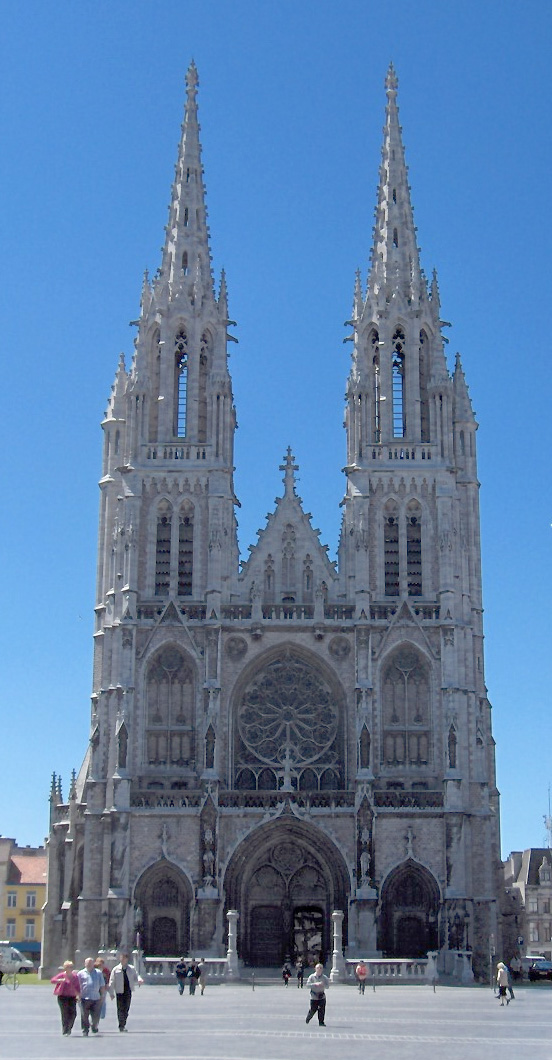
Nhà thờ St Petrus và St Paulus

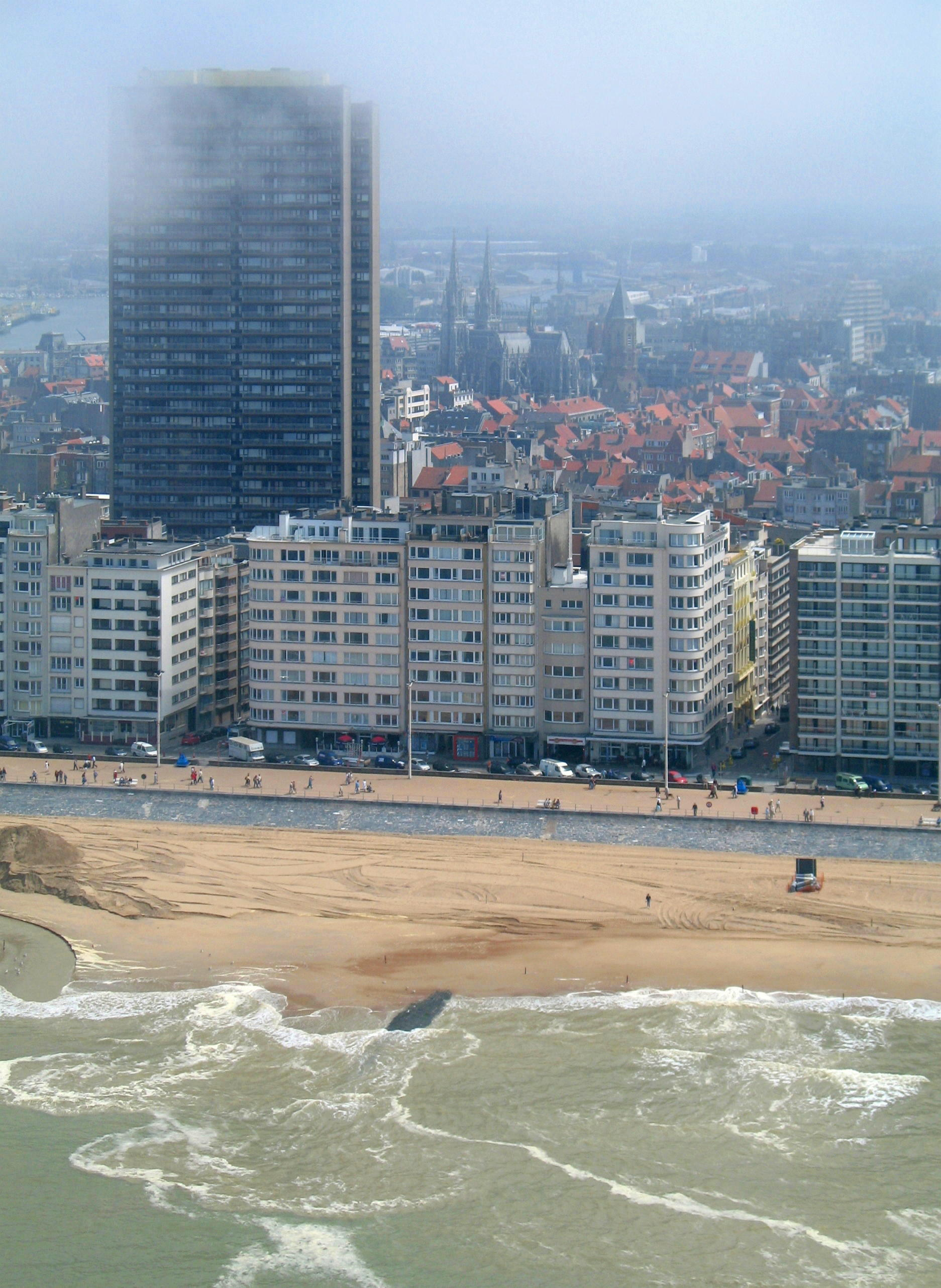
Bãi biển và tòa nhà Europacenter

Oostende (tiếng Hà Lan:  Oostende, tiếng Pháp: Ostende) là một thành phố và đô thị thuộc tỉnh West-Vlaanderen. Đô thị này gồm các quận Mariakerke, Stene và Zandvoorde, và thành phố Ostend, thành phố lớn nhất bên bờ biển Bỉ.

## Cư dân địa phương nổi tiếng
- Lilian Baels, công chúa
- Auguste Marie Francois Beernaert, Thủ tướng Bỉ, người đoạt Giải Nobel Hòa bình
- Alfred Belpaire, kỹ sư đầu máy xe lửa
- Gerard Brackx
- Cesar De Paepe
- James Ensor, họa sĩ
- Etienne Elias, họa sĩ
- Marvin Gaye, singer
- Hubert Minnebo, nhà điêu khắc
- Arno Hintjens, ca sĩ dẫn đầu TC Matic
- Karel Jonckheere, nhà văn
- Mimi Lamote, nữ doanh nhân
- Stefaan Maene, vận động viên bơi ngửa
- Marie-José of Belgium, công chúa, sau này là hoàng hậu Ý
- August Michiels, nhà điêu khắc, họa sĩ
- Constant Permeke, họa sĩ trường phái ấn tượng
- Raoul Servais, nhà sản xuất phim
- Gustaaf Sorel, họa sĩ
- Leon Spilliaert, họa sĩ
- Henri Storck, tác gia, nhà sản xuất phim
- Robert Triffin, nhà kinh tế
- Johan Vande Lanotte, nhà chính trị
- Robert Van De Walle, judoka
- Bart van den Bossche, ca sĩ, diễn viên, người dẫn chương trình truyền hình
- Peter Van Heirseele, aka Herr Seele, nhà sản xuất phim hoạt hình (Cowboy Henk), họa sĩ
- Rudolf Vanmoerkerke
- Luc Zeebroek, aka Kamagurka, ca sĩ

## Các câu lạc bộ thể thao
- K.V. Oostende (bóng đá)
- Telindus Oostende (bóng rổ)
- Wellington Golf Oostende (Golf)